# Франклін Тауншип (округ Грін, Пенсільванія)
Франклін Тауншип (англ. Franklin Township) — селище (англ. township) в США, в окрузі Грін штату Пенсільванія. Населення — 7056 осіб (2020).

## Демографія
Згідно з переписом 2010 року, у селищі мешкало 7280 осіб у 2199 домогосподарствах у складі 1432 родин. Було 2326 помешкань
Расовий склад населення:
| - 80,7 % — білих - 14,8 % — чорних або афроамериканців - 0,8 % — азіатів - 0,2 % — корінних американців - 2,8 % — осіб інших рас |

До двох чи більше рас належало 0,8 %. Частка іспаномовних становила 3,4 % від усіх жителів.
За віковим діапазоном населення розподілялося таким чином: 15,7 % — особи молодші 18 років, 69,5 % — особи у віці 18—64 років, 14,8 % — особи у віці 65 років та старші. Медіана віку мешканця становила 40,2 року. На 100 осіб жіночої статі у селищі припадало 148,7 чоловіків;  на 100 жінок у віці від 18 років та старших — 162,2 чоловіків також старших 18 років.
Середній дохід на одне домашнє господарство  становив 66 107 доларів США (медіана — 58 276), а середній дохід на одну сім'ю — 75 737 доларів (медіана — 70 375). Медіана доходів становила 44 917 доларів для чоловіків та 40 462 долари для жінок. За межею бідності перебувало 11,8 % осіб, у тому числі 10,9 % дітей у віці до 18 років та 9,5 % осіб у віці 65 років та старших.
Цивільне працевлаштоване населення становило 1721 особа. Основні галузі зайнятості: освіта, охорона здоров'я та соціальна допомога — 29,1 %, будівництво — 13,2 %, сільське господарство, лісництво, риболовля — 12,0 %.